# Catoblepia angusta
Catoblepia angusta är en fjärilsart som beskrevs av Embrik Strand 1916. Catoblepia angusta ingår i släktet Catoblepia och familjen praktfjärilar. Inga underarter finns listade i Catalogue of Life.